# 玉什喀拉苏镇
玉什喀拉苏镇，是中华人民共和国新疆维吾尔自治区塔城地区额敏县下辖的一个乡镇级行政单位。
2012年，新疆维吾尔自治区人民政府批复同意撤销玉什喀拉苏乡建制，设立玉什喀拉苏镇。

## 行政区划
玉什喀拉苏镇下辖以下地区：
喀拉苏一村、喀拉苏二村、喀拉苏三村、铁列克特一村、铁列克特二村、加勒格孜塔勒村、阿克布拉克村、喀拉开门村、拉斯拜村、萨尔吾楞村、喀拉尕什村、巴拉拜村、齐勒布拉克村和牧业队。